# World Championship Tennis 1968
Il World Championship Tennis 1968 è stata una serie di tornei di tennis. È stato organizzata dalla World Championship Tennis (WCT).

## Calendario

### Gennaio
| Settimana  | Torneo                                               | Vincitore        | Finalista    | Semifinalisti | Eliminati ai quarti                                                                    |
| ---------- | ---------------------------------------------------- | ---------------- | ------------ | ------------- | -------------------------------------------------------------------------------------- |
| 22 gennaio | Sydney WCT 1968 Sydney, Australia 35 000 $ Singolare | Tony Roche 96-33 | Nikola Pilić |               | John Newcombe Cliff Drysdale Butch Buchholz Roger Taylor Pierre Barthes Dennis Ralston |

### Febbraio
| Settimana   | Torneo                                                               | Vincitore                  | Finalista      | Semifinalisti                         | Eliminati ai quarti                                                                            |
| ----------- | -------------------------------------------------------------------- | -------------------------- | -------------- | ------------------------------------- | ---------------------------------------------------------------------------------------------- |
| 1 febbraio  | WCT World Cup 1968 Kansas City, USA, St Louis, USA 4 000 $ Singolare | N/A                        |                |                                       |                                                                                                |
| 8 febbraio  | Shreveport WCT 1968 Shreveport, USA 1 500 $ Singolare                | Dennis Ralston 31-23 31-25 | Butch Buchholz | Tony Roche John Newcombe              | Cliff Drysdale Pierre Barthes Roger Taylor Nikola Pilić                                        |
| 9 febbraio  | Miami WCT 1968 Miami, USA 4 000 $ Singolare - Doppio                 | Butch Buchholz 31-22 31-26 | Tony Roche     | 3 ° Pierre Barthes 4 ° Cliff Drysdale | John Newcombe Nikola Pilić Roger Taylor Dennis Ralston                                         |
| 13 febbraio | Houston WCT 1968 Houston, USA 4 000 $ Singolare                      | Butch Buchholz 31-28       | Dennis Ralston |                                       | Round Robin John Newcombe Cliff Drysdale Roger Taylor Pierre Barthes Nikola Pilić Tony Roche   |
| 16 febbraio | New Orleans WCT 1968 New Orleans, USA 4 000 $ Singolare              | Cliff Drysdale 31-29       | John Newcombe  |                                       | Round Robin Butch Buchholz Tony Roche Roger Taylor Pierre Barthes Nikola Pilić Dennis Ralston  |
| 20 febbraio | Orlando WCT 1968 Orlando, USA 4 000 $ Singolare                      | Dennis Ralston 31-28       | Nikola Pilić   |                                       | Round Robin Butch Buchholz Tony Roche Roger Taylor Pierre Barthes Cliff Drysdale John Newcombe |
| 27 febbraio | Tulsa WCT 1968 Tulsa, USA 4 000 $ Singolare                          | Cliff Drysdale 31-24       | Dennis Ralston |                                       | Round Robin Butch Buchholz Tony Roche Roger Taylor Pierre Barthes Nikola Pilić John Newcombe   |

### Marzo
| Settimana | Torneo                                                          | Vincitore                  | Finalista      | Semifinalisti              | Eliminati ai quarti                                      |
| --------- | --------------------------------------------------------------- | -------------------------- | -------------- | -------------------------- | -------------------------------------------------------- |
| 20 marzo  | San Diego WCT 1968 San Diego, USA 4 000 $ Singolare             | Butch Buchholz 31-21 31-15 | Dennis Ralston | Roger Taylor John Newcombe | Tony Roche Mike Davies Pierre Barthes Niki Pilic         |
| 29 marzo  | Los Altos Hills WCT 1968 Los Altos Hills, USA 4 000 $ Singolare | Niki Pilic 31-26 31-30     | Dennis Ralston | Pierre Barthes Tony Roche  | Butch Buchholz Cliff Drysdale John Newcombe Roger Taylor |

### Aprile
| Settimana | Torneo                                                  | Vincitore                 | Finalista      | Semifinalisti                 | Eliminati ai quarti                                      |
| --------- | ------------------------------------------------------- | ------------------------- | -------------- | ----------------------------- | -------------------------------------------------------- |
| 2 aprile  | Bakersfield WCT 1968 Bakersfield, USA 4 000 $ Singolare | John Newcombe 31-12 31-22 | Cliff Drysdale | Pierre Barthes Butch Buchholz | Niki Pilic Dennis Ralston Roger Taylor Tony Roche        |
| 5 aprile  | Fresno WCT 1968 Fresno, USA 4 000 $ Singolare           | Earl Buchholz 31-23 31-29 | Tony Roche     | Cliff Drysdale Roger Taylor   | Nikola Pilić Pierre Barthes John Newcombe Dennis Ralston |
| 17 aprile | Evansville WCT 1968 Evansville, USA 4 000 $ Singolare   | John Newcombe 31-17 31-17 | Niki Pilic     | Pierre Barthes Dennis Ralston | Tony Roche Butch Buchholz Cliff Drysdale Roger Taylor    |

### Maggio
| Settimana | Torneo                                                           | Vincitore                      | Finalista      | Semifinalisti                 | Eliminati ai quarti                                      |
| --------- | ---------------------------------------------------------------- | ------------------------------ | -------------- | ----------------------------- | -------------------------------------------------------- |
| 3 maggio  | Minneapolis WCT 1968 Minneapolis, USA 4 000 $ Singolare - Doppio | Dennis Ralston 31-26 19-31 5-4 | John Newcombe  | Earl Buchholz Niki Pilic      | Tony Roche Roger Taylor Cliff Drysdale Pierre Barthes    |
| 9 maggio  | Buffalo WCT 1968 Buffalo, USA 4 000 $ Singolare                  | Butch Buchholz 31-26 31-22     | Dennis Ralston | Cliff Drysdale Pierre Barthes | Tony Roche John Newcombe Niki Pilic Roger Taylor         |
| 30 maggio | Baltimore WCT 1968 Baltimora, USA 4 000 $ Singolare              | Dennis Ralston 6-0 6-4         | Tony Roche     | Cliff Drysdale Roger Taylor   | Pierre Barthes Butch Buchholz Nikola Pilić John Newcombe |

### Giugno
Nessun evento

### Luglio
| Settimana | Torneo                                                         | Vincitore                  | Finalista      | Semifinalisti                       | Eliminati ai quarti |
| --------- | -------------------------------------------------------------- | -------------------------- | -------------- | ----------------------------------- | ------------------- |
| 27 luglio | Bastad WCT 1968 Båstad, Svezia 5 500 $ - Terra rossa Singolare | Dennis Ralston 6-3 7-5 6-1 | John Newcombe  | Round Robin Roger Taylor Niki Pilic |                     |
| 30 luglio | Maribor WCT 1968 Maribor, Jugoslavia Singolare                 | Niki Pilic 6-2 5-7 10-8    | Cliff Drysdale | Round Robin Tony Roche Roger Taylor |                     |

### Agosto
| Settimana | Torneo                                                  | Vincitore                      | Finalista      | Semifinalisti                 | Eliminati ai quarti                                                 |
| --------- | ------------------------------------------------------- | ------------------------------ | -------------- | ----------------------------- | ------------------------------------------------------------------- |
| 1º agosto | Cannes WCT 1968 Cannes, Francia Terra rossa Singolare   | John Newcombe 7-5 6-2          | Marty Riessen  | Roger Taylor Malcolm Anderson | Nikola Pilić Cliff Drysdale Pierre Barthes Tony Roche               |
| 13 agosto | Newport WCT 1968 Newport, USA 10 000 $ - Erba Singolare | Marty Riessen 21-10 9-21 21-19 | Cliff Drysdale | John Newcombe Niki Pilic      | Round Robin Pierre Barthes Butch Buchholz Roger Taylor Barry MacKay |

### Settembre
Nessun evento

### Ottobre
| Settimana  | Torneo                                                               | Vincitore                                                             | Finalista                    | Semifinalisti                 | Eliminati ai quarti                                             |
| ---------- | -------------------------------------------------------------------- | --------------------------------------------------------------------- | ---------------------------- | ----------------------------- | --------------------------------------------------------------- |
| 1º ottobre | Transvaal WCT 1968 Pretoria, Sudafrica Singolare - Doppio            | John Newcombe 11-9 4-6 6-3                                            | Tony Roche                   | Marty Riessen Earl Buchholz   | Niki Pilic Cliff Drysdale Raymond Moore Niki Pilic Roger Taylor |
| 1º ottobre | Transvaal WCT 1968 Pretoria, Sudafrica Singolare - Doppio            | Earl Buchholz Marty Riessen                                           | Tony Roche John Newcombe     | Marty Riessen Earl Buchholz   | Niki Pilic Cliff Drysdale Raymond Moore Niki Pilic Roger Taylor |
| 2 ottobre  | Johannesburg WCT 1968 Johannesburg, Sudafrica Singolare - Doppio     | Tony Roche 6-2 9-7                                                    | Earl Buchholz                | Cliff Drysdale John Newcombe  | Marty Riessen Pierre Barthes Roger Taylor Niki Pilic            |
| 2 ottobre  | Johannesburg WCT 1968 Johannesburg, Sudafrica Singolare - Doppio     | Cliff Drysdale Roger Taylor                                           | Pierre Barthes Raymond Moore | Cliff Drysdale John Newcombe  | Marty Riessen Pierre Barthes Roger Taylor Niki Pilic            |
| 5 ottobre  | Port Elizabeth WCT 1968 Port Elizabeth, Sudafrica Singolare - Doppio | Roger Taylor 10-8                                                     | Tony Roche                   | John Newcombe Niki Pilic      | Cliff Drysdale Pierre Barthes Butch Buchholz Raymond Moore      |
| 5 ottobre  | Port Elizabeth WCT 1968 Port Elizabeth, Sudafrica Singolare - Doppio |                                                                       |                              | John Newcombe Niki Pilic      | Cliff Drysdale Pierre Barthes Butch Buchholz Raymond Moore      |
| 6 ottobre  | Capetown WCT 1968 Città del Capo, Sudafrica Singolare - Doppio       | Tony Roche 6-2 6-1                                                    | Cliff Drysdale               | Butch Buchholz Pierre Barthes | Raymond Moore Marty Riessen John Newcombe Niki Pilic            |
| 6 ottobre  | Capetown WCT 1968 Città del Capo, Sudafrica Singolare - Doppio       | Tony Roche John Newcombe Cliff Drysdale Roger Taylor titolo condiviso |                              | Butch Buchholz Pierre Barthes | Raymond Moore Marty Riessen John Newcombe Niki Pilic            |
| 7 ottobre  | Kimberley WCT 1968 Kimberley, Sudafrica Singolare - Doppio           | John Newcombe 10-6                                                    | Tony Roche                   | Pierre Barthes Marty Riessen  | Roger Taylor Butch Buchholz Cliff Drysdale Nikola Pilić         |
| 7 ottobre  | Kimberley WCT 1968 Kimberley, Sudafrica Singolare - Doppio           |                                                                       |                              | Pierre Barthes Marty Riessen  | Roger Taylor Butch Buchholz Cliff Drysdale Nikola Pilić         |
| 9 ottobre  | East London WCT 1968 East London, Sudafrica Singolare - Doppio       | John Newcombe 10-6                                                    | Cliff Drysdale               | Niki Pilic Pierre Barthes     | Raymond Moore Marty Riessen Roger Taylor Tony Roche             |
| 9 ottobre  | East London WCT 1968 East London, Sudafrica Singolare - Doppio       |                                                                       |                              | Niki Pilic Pierre Barthes     | Raymond Moore Marty Riessen Roger Taylor Tony Roche             |
| 10 ottobre | Durban WCT 1968 Durban, Sudafrica 14 000 $ Singolare - Doppio        | John Newcombe 6-3 6-4                                                 | Tony Roche                   | Raymond Moore Marty Riessen   | Pierre Barthes Butch Buchholz Cliff Drysdale Nikola Pilić       |
| 10 ottobre | Durban WCT 1968 Durban, Sudafrica 14 000 $ Singolare - Doppio        | Cliff Drysdale Roger Taylor                                           | Tony Roche John Newcombe     | Raymond Moore Marty Riessen   | Pierre Barthes Butch Buchholz Cliff Drysdale Nikola Pilić       |

### Novembre
Nessun evento

### Dicembre
Nessun evento